# Cayaponia jenmanii
Cayaponia jenmanii är en gurkväxtart som beskrevs av Charles Jeffrey. Cayaponia jenmanii ingår i släktet Cayaponia och familjen gurkväxter. Inga underarter finns listade i Catalogue of Life.